# Ludger Rethmann

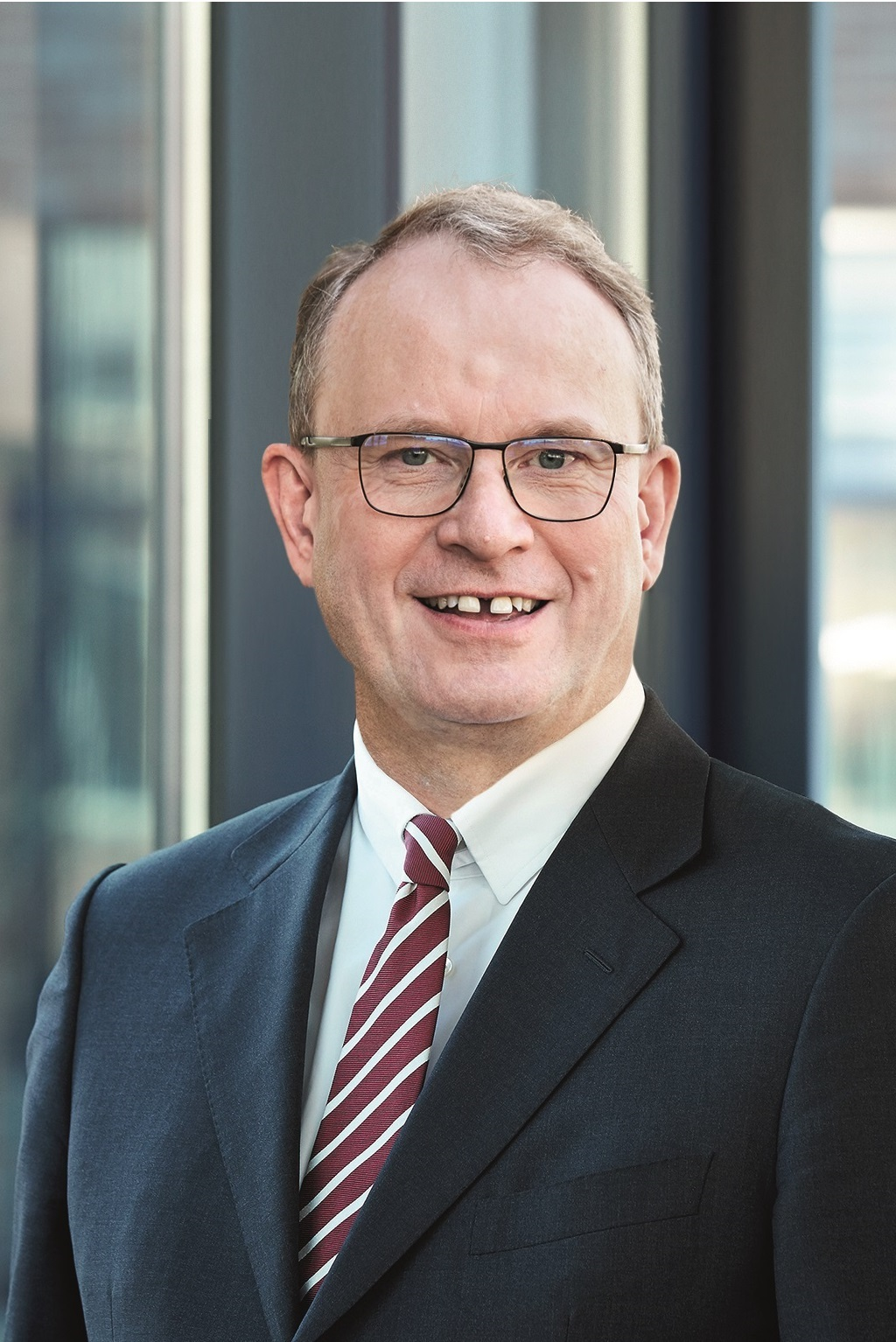
Ludger Rethmann (2016)

Ludger Rethmann (* 4. Mai 1966 in Münster) ist ein deutscher Unternehmer, Vorstandsvorsitzender der Remondis SE & Co. KG und Vorstand der Rethmann SE & Co. KG.

## Leben und Ausbildung
Ludger Rethmann ist das zweite Kind des Unternehmers Norbert Rethmann (* 1939) und Enkel von Josef Rethmann. Er wuchs gemeinsam mit seinen drei Brüdern in einer katholischen Unternehmerfamilie in Selm auf.
Ludger Rethmann studierte in Münster Betriebswirtschaftslehre und schloss als Diplom-Kaufmann ab. Er ist verheiratet und hat zwei Kinder.

## Berufliches Wirken
Nach seinem Studium der Betriebswirtschaftslehre in Münster trat er kurz vor der Deutschen Wiedervereinigung in das Unternehmen Rethmann Entsorgung (heute: Remondis SE & Co. KG) in Lübeck ein. Anfang der 1990er-Jahre widmete er sich insbesondere der geschäftlichen Entwicklung in den neuen Bundesländern sowie später der Entwicklung des internationalen Geschäftes. Im Jahr 1994 wurde er sowohl in den Vorstand der Rethmann SE & Co. KG als auch der Remondis SE & Co. KG (zuvor: Rethmann Entsorgung AG & Co. KG) berufen. Remondis ist in den Geschäftsbereichen Wasserwirtschaft, industrielle und kommunale Dienstleistungen sowie Recycling tätig. Im Jahr 2000 wurde Ludger Rethmann Vorstandssprecher und dann 2008 Vorstandsvorsitzender der Remondis SE & Co. KG. In den zur Rethmann-Gruppe gehörigen Schwestergesellschaften Rhenus SE & Co. KG sowie Saria SE & Co. KG hält er Aufsichtsratsmandate. Im Jahr 2019 wurde Ludger Rethmann darüber hinaus zum Vizepräsident der international tätigen, französischen Transdev Group berufen, nachdem das Familienunternehmen Rethmann 30 % der Anteile an Transdev von Veolia übernommen hatte und nach Einbringung der Public Transport Aktivität Rhenus Veniro 34 % der Anteile hielt. Am 1. Juli 2025 wurde der Zukauf von weiteren 32 % an Transdev bekannt gegeben. Rethmann wurde damit zum Mehrheitsaktionär der Transdev-Gruppe.

## Mitgliedschaften und Ehrenamt
- Vorstandsvorsitzender der Remondis SE & Co. KG
- Mitglied im Vorstand der Rethmann SE & Co. KG
- Mitglied des Aufsichtsrates der Rhenus SE & Co. KG
- Mitglied des Aufsichtsrates der Saria SE & Co. KG
- Mitglied des Aufsichtsrates der Transdev Group S.A.[13]
- Mitglied des Beirates der Deutsche Bank AG
- Aufsichtsrat Kath. St. Paulus Gesellschaft
- Kuratorium Stiftung St. Marien Hospital

Quellennachweis

## Veröffentlichungen
- Michael Schäfer, Ludger Rethmann: Öffentlich-Private Partnerschaften: Auslaufmodell oder eine Strategie für kommunale Daseinsvorsorge? Springer Gabler, Wiesbaden 2020, ISBN 978-3-658-28273-8
- Michael Schäfer, Ludger Rethmann: Öffentlich-Private Daseinsvorsorge (ÖPD) in Deutschland: Gemischtwirtschaftliche Unternehmen auf kommunaler Ebene als strategischer Erfolgsfaktor Springer Gabler, Wiesbaden 2020, ISBN 978-3-658-31100-1
- Clemens Galuschka, Wolfram Kuschke, Ludger Rethmann, Michael Schäfer, Axel Weinand: Lünener Erklärung: Prämissen für eine grundlegende Restrukturierung des Gesundheitswesens in Deutschland unter Berücksichtigung von Erfahrungen und Erkenntnissen aus der Corona-Pandemie, Lünen 2020
- Ludger Rethmann: Überkapazität im Hausmüll- und Sonderabfallverbrennungsmarkt – Strategie der Remondis AG & Co. KG. In: Karl J. Thomé-Kozmiensky, Michael Beckmann (Hrsg.): Energie aus Abfall. Band 13. TK-Verlag, Neuruppin 2016, ISBN 978-3-944310-24-4
- Ludger Rethmann: Transport von Sondermüll. Ein Vergleich Schiene/Straße aus abfallwirtschaftlicher und gefahrengutrechtlicher Sicht, Erich Schmidt Verlag, Berlin 1989, ISBN 978-3-503028313

## Auszeichnungen
- 2019: Ritter der französischen Ehrenlegion („Chevalier de la Légion d’Honneur (Ch. LH)“)[14]